# 比利亚韦尔德德尔蒙特
比利亚韦尔德德尔蒙特，是西班牙卡斯蒂利亚-莱昂布尔戈斯省的一个市镇。总面积37平方公里，总人口179人（2001年），人口密度5人/平方公里。